# Circuitul ITF feminin 2024 (ianuarie–martie)
Circuitul ITF feminin 2024 este ediția din 2024 a celui de-al doilea turneu de tenis profesionist feminin. Acesta este organizat de Federația Internațională de Tenis și este un nivel inferior circuitului WTA. Circuitul include turnee în cinci categorii cu premii în bani care variază între 15.000 și 100.000 de dolari.

## Legendă
| Categorie   |
| Turnee W100 |
| Turnee W75  |
| Turnee W50  |
| Turnee W35  |
| Turnee W15  |

### Ianuarie
| Săptămâna   | Turneu                                                                 | Campioni                                                  | Finaliști                            | Semifinaliști                            | Sfert-finaliști                                                                      |
| ----------- | ---------------------------------------------------------------------- | --------------------------------------------------------- | ------------------------------------ | ---------------------------------------- | ------------------------------------------------------------------------------------ |
| 1 ianuarie  | Nonthaburi, Thailanda Dură W50 Simplu și dublu                         | Antonia Ružić 6–1, 6–3                                    | Sara Saito                           | Patcharin Cheapchandej Ena Shibahara     | Punnin Kovapitukted Sayaka Ishii Catherine Harrison Anastasia Kulikova               |
| 1 ianuarie  | Nonthaburi, Thailanda Dură W50 Simplu și dublu                         | Zhibek Kulambayeva Sapfo Sakellaridi Walkover             | Lanlana Tararudee Tsao Chia-yi       | Patcharin Cheapchandej Ena Shibahara     | Punnin Kovapitukted Sayaka Ishii Catherine Harrison Anastasia Kulikova               |
| 1 ianuarie  | Arcadia, Statele Unite Dură W35 Simplu și dublu                        | Fiona Crawley 4–6, 6–2, 7–5                               | Ashley Lahey                         | Tian Fangran Olivia Lincer               | Hanna Chang Sophie Chang Victoria Hu Liv Hovde                                       |
| 1 ianuarie  | Arcadia, Statele Unite Dură W35 Simplu și dublu                        | Angela Kulikov Ashley Lahey 6–3, 6–2                      | Haley Giavara Brandy Walker          | Tian Fangran Olivia Lincer               | Hanna Chang Sophie Chang Victoria Hu Liv Hovde                                       |
| 1 ianuarie  | Monastir, Tunisia Dură W15 Simplu și dublu                             | Amélie Šmejkalová 6–2, 6–3                                | Tessa Brockmann                      | Malak El Allami Malwina Rowińska         | Yasmine Mansouri Milana Zhabrailova Ștefania Bojică Alyssa Réguer                    |
| 1 ianuarie  | Monastir, Tunisia Dură W15 Simplu și dublu                             | Anri Nagata Rinon Okuwaki 6–2, 7–6(7–5)                   | Tilwith Di Girolami Yasmine Mansouri | Malak El Allami Malwina Rowińska         | Yasmine Mansouri Milana Zhabrailova Ștefania Bojică Alyssa Réguer                    |
| 8 ianuarie  | Nonthaburi, Thailanda Dură W50 Simplu și dublu                         | Mananchaya Sawangkaew 6–1, 2–6, 6–2                       | Antonia Ružić                        | Sayaka Ishii Sara Saito                  | Dalila Jakupović Misaki Matsuda Katie Swan Catherine Harrison                        |
| 8 ianuarie  | Nonthaburi, Thailanda Dură W50 Simplu și dublu                         | Anna Sisková Ksenia Zaytseva 7–5, 7–6(7–3)                | Maja Chwalińska Yuki Naito           | Sayaka Ishii Sara Saito                  | Dalila Jakupović Misaki Matsuda Katie Swan Catherine Harrison                        |
| 8 ianuarie  | Antalya, Turcia Zgură W35 Simplu și dublu                              | Cristina Dinu 6–3, 1–0 ret.                               | Anastasiya Soboleva                  | Maria Sara Popa Ilinca Amariei           | Amarissa Kiara Tóth Ayla Aksu Isabella Shinikova Ylena In-Albon                      |
| 8 ianuarie  | Antalya, Turcia Zgură W35 Simplu și dublu                              | Cristina Dinu Nika Radišić 6–2, 3–6, [13–11]              | Amina Anshba Valeriya Strakhova      | Maria Sara Popa Ilinca Amariei           | Amarissa Kiara Tóth Ayla Aksu Isabella Shinikova Ylena In-Albon                      |
| 8 ianuarie  | Loughborough, Marea Britanie Dură (i) W35 Simplu și dublu              | Sonay Kartal 6–4, 6–1                                     | Manon Léonard                        | Ranah Akua Stoiber Nastasja Schunk       | Barbora Palicová Valentina Ryser Laura Hietaranta Liv Hovde                          |
| 8 ianuarie  | Loughborough, Marea Britanie Dură (i) W35 Simplu și dublu              | Liv Hovde Ella McDonald 4–6, 6–2, [10–7]                  | Alicia Barnett Sarah Beth Grey       | Ranah Akua Stoiber Nastasja Schunk       | Barbora Palicová Valentina Ryser Laura Hietaranta Liv Hovde                          |
| 8 ianuarie  | Naples, Statele Unite Zgură W35 Simplu și dublu                        | Clervie Ngounoue 6–1, 6–1                                 | Allie Kiick                          | Louisa Chirico Angella Okutoyi           | Ekaterine Gorgodze Varvara Lepchenko Layne Sleeth Marie Benoît                       |
| 8 ianuarie  | Naples, Statele Unite Zgură W35 Simplu și dublu                        | Marie Benoît Leonie Küng 6–7(6–8), 6–2, [10–8]            | Mayuka Aikawa Hsu Chieh-yu           | Louisa Chirico Angella Okutoyi           | Ekaterine Gorgodze Varvara Lepchenko Layne Sleeth Marie Benoît                       |
| 8 ianuarie  | Fort-de-France, Martinique, Franța Dură W15 Simplu și dublu            | Jenny Lim 4–6, 6–2, 6–2                                   | Antonia Schmidt                      | Yasmine Kabbaj Astrid Lew Yan Foon       | Jaeda Daniel Pauline Payet Vicky van de Peer Briana Szabó                            |
| 8 ianuarie  | Fort-de-France, Martinique, Franța Dură W15 Simplu și dublu            | Laura Böhner Angelina Wirges 3–6, 6–0, [10–8]             | Ashton Bowers Briana Szabó           | Yasmine Kabbaj Astrid Lew Yan Foon       | Jaeda Daniel Pauline Payet Vicky van de Peer Briana Szabó                            |
| 8 ianuarie  | Monastir, Tunisia Dură W15 Simplu și dublu                             | Nina Vargová 6–1, 6–1                                     | Milana Zhabrailova                   | Tessa Brockmann Nana Kawagishi           | Yasmine Mansouri Yuan Chengyiyi Nagi Hanatani Angelica Raggi                         |
| 8 ianuarie  | Monastir, Tunisia Dură W15 Simplu și dublu                             | Yasmine Mansouri Nina Radovanovic 6–4, 6–2                | Nina Vargová Radka Zelníčková        | Tessa Brockmann Nana Kawagishi           | Yasmine Mansouri Yuan Chengyiyi Nagi Hanatani Angelica Raggi                         |
| 8 ianuarie  | Esch-sur-Alzette, Luxembourg Dură (i) W15 Simplu și dublu              | Veronika Podrez 6–4, 6–3                                  | Carolina Kuhl                        | Tilwith Di Girolami Tamara Kostic        | Nina Potočnik Amelia Waligora Merel Hoedt Aneta Kučmová                              |
| 8 ianuarie  | Esch-sur-Alzette, Luxembourg Dură (i) W15 Simplu și dublu              | Tayisiya Morderger Yana Morderger 6–2, 6–3                | Josy Daems Anastasiia Firman         | Tilwith Di Girolami Tamara Kostic        | Nina Potočnik Amelia Waligora Merel Hoedt Aneta Kučmová                              |
| 15 ianuarie | Bangalore, India Dură W50 Simplu și dublu                              | Darja Semeņistaja 6–1, 3–0 ret.                           | Carole Monnet                        | Naho Sato Rutuja Bhosale                 | Polina Kudermetova Mei Yamaguchi Moyuka Uchijima Chloé Paquet                        |
| 15 ianuarie | Bangalore, India Dură W50 Simplu și dublu                              | Camilla Rosatello Darja Semeņistaja 3–6, 6–2, [10–8]      | Li Yu-yun Eri Shimizu                | Naho Sato Rutuja Bhosale                 | Polina Kudermetova Mei Yamaguchi Moyuka Uchijima Chloé Paquet                        |
| 15 ianuarie | Antalya, Turcia Zgură W50 Simplu și dublu                              | Guiomar Maristany 6–4, 6–1                                | Polona Hercog                        | Ilinca Amariei Ela Nala Milić            | Valeriya Strakhova Ángela Fita Boluda Andrea Lázaro García Shiho Akita               |
| 15 ianuarie | Antalya, Turcia Zgură W50 Simplu și dublu                              | Anastasiia Gureva Alexandra Shubladze 6–3, 6–2            | Ángela Fita Boluda Daniela Vismane   | Ilinca Amariei Ela Nala Milić            | Valeriya Strakhova Ángela Fita Boluda Andrea Lázaro García Shiho Akita               |
| 15 ianuarie | Petit-Bourg, Guadeloupe, Franța Dură W35 Simplu și dublu               | Fanny Östlund 4–6, 6–4, 6–3                               | Maria Mateas                         | Emma Léné Ashton Bowers                  | Astrid Lew Yan Foon Isabelle Boulais Jacqueline Cabaj Awad Sarah Iliev               |
| 15 ianuarie | Petit-Bourg, Guadeloupe, Franța Dură W35 Simplu și dublu               | Jenny Dürst Fanny Östlund 6–2, 7–5                        | Sina Herrmann Antonia Schmidt        | Emma Léné Ashton Bowers                  | Astrid Lew Yan Foon Isabelle Boulais Jacqueline Cabaj Awad Sarah Iliev               |
| 15 ianuarie | Monastir, Tunisia Dură W35 Simplu și dublu                             | Lucija Ćirić Bagarić 7–5, 6–2                             | Polina Iatcenko                      | Lara Salden Milana Zhabrailova           | Carlota Martínez Círez Dalila Spiteri Radka Zelníčková Irene Burillo Escorihuela     |
| 15 ianuarie | Monastir, Tunisia Dură W35 Simplu și dublu                             | Ema Kovacevic Lara Salden 3–6, 6–1, [10–8]                | Oana Gavrilă Yasmine Mansouri        | Lara Salden Milana Zhabrailova           | Carlota Martínez Círez Dalila Spiteri Radka Zelníčková Irene Burillo Escorihuela     |
| 15 ianuarie | Sunderland, Marea Britanie Dură (i) W35 Simplu și dublu                | Valentina Ryser 6–3, 7–6(8–6)                             | Nikola Bartůňková                    | Mariam Bolkvadze Loïs Boisson            | Kathinka von Deichmann Sarah Beth Grey Liv Hovde Urszula Radwańska                   |
| 15 ianuarie | Sunderland, Marea Britanie Dură (i) W35 Simplu și dublu                | Laura Hietaranta Ella McDonald 6–4, 6–1                   | Julie Belgraver Katarína Strešnaková | Mariam Bolkvadze Loïs Boisson            | Kathinka von Deichmann Sarah Beth Grey Liv Hovde Urszula Radwańska                   |
| 15 ianuarie | Naples, Statele Unite Zgură W35 Simplu și dublu                        | Marie Benoît 6–4, 1–6, 6–4                                | Leonie Küng                          | Robin Montgomery Jessica Pieri           | Louisa Chirico Vivian Wolff Madison Sieg Gabriela Lee                                |
| 15 ianuarie | Naples, Statele Unite Zgură W35 Simplu și dublu                        | Elvina Kalieva Maria Kozyreva 6–0, 6–0                    | Isabelle Haverlag Lia Karatancheva   | Robin Montgomery Jessica Pieri           | Louisa Chirico Vivian Wolff Madison Sieg Gabriela Lee                                |
| 15 ianuarie | Buenos Aires, Argentina Zgură W35 Simplu și dublu                      | Maria Sara Popa 6–2, 6–0                                  | Ylena In-Albon                       | Sara Cakarevic Nicole Fossa Huergo       | Daniela Seguel Ana Sofía Sánchez Julieta Lara Estable Daria Lodikova                 |
| 15 ianuarie | Buenos Aires, Argentina Zgură W35 Simplu și dublu                      | Nicole Fossa Huergo Miriana Tona 7–5, 6–3                 | Melany Krywoj Noelia Zeballos        | Sara Cakarevic Nicole Fossa Huergo       | Daniela Seguel Ana Sofía Sánchez Julieta Lara Estable Daria Lodikova                 |
| 22 ianuarie | Porto, Portugalia Dură (i) W75+ Simplu și dublu                        | Jéssica Bouzas Maneiro 3–6, 6–0, 6–4                      | Maja Chwalińska                      | Elsa Jacquemot Sinja Kraus               | Marina Bassols Ribera Kathinka von Deichmann Robin Anderson Veronika Erjavec         |
| 22 ianuarie | Porto, Portugalia Dură (i) W75+ Simplu și dublu                        | Sarah Beth Grey Olivia Nicholls 4–6, 6–3, [10–6]          | Francisca Jorge Matilde Jorge        | Elsa Jacquemot Sinja Kraus               | Marina Bassols Ribera Kathinka von Deichmann Robin Anderson Veronika Erjavec         |
| 22 ianuarie | Vero Beach, Statele Unite Zgură W75+ Simplu și dublu                   | María Lourdes Carlé 6–4, 7–6(7–4)                         | Gabriela Lee                         | Hailey Baptiste Maria Kozyreva           | Renata Zarazúa Yulia Starodubtseva Tatiana Pieri Clervie Ngounoue                    |
| 22 ianuarie | Vero Beach, Statele Unite Zgură W75+ Simplu și dublu                   | Allura Zamarripa Maribella Zamarripa 6–3, 3–6, [10–4]     | Hailey Baptiste Whitney Osuigwe      | Hailey Baptiste Maria Kozyreva           | Renata Zarazúa Yulia Starodubtseva Tatiana Pieri Clervie Ngounoue                    |
| 22 ianuarie | Pune, India Dură W50 Simplu și dublu                                   | Moyuka Uchijima 6–4, 6–0                                  | Tina Nadine Smith                    | Darja Semeņistaja Dalila Jakupović       | Alex Eala Anouk Koevermans Anca Alexia Todoni Anastasia Tikhonova                    |
| 22 ianuarie | Pune, India Dură W50 Simplu și dublu                                   | Alex Eala Darja Semeņistaja 7–6(10–8), 6–3                | Naiktha Bains Fanny Stollár          | Darja Semeņistaja Dalila Jakupović       | Alex Eala Anouk Koevermans Anca Alexia Todoni Anastasia Tikhonova                    |
| 22 ianuarie | Le Gosier, Guadeloupe, Franța Dură W35 Simplu și dublu                 | Tamira Paszek 6–4, 7–5                                    | Clara Vlasselaer                     | Maria Mateas Katarina Kozarov            | Cadence Brace Lee Ya-hsuan Emma Léné Sina Herrmann                                   |
| 22 ianuarie | Le Gosier, Guadeloupe, Franța Dură W35 Simplu și dublu                 | Jaeda Daniel Haley Giavara 6–2, 7–6(7–0)                  | Émeline Dartron Emma Léné            | Maria Mateas Katarina Kozarov            | Cadence Brace Lee Ya-hsuan Emma Léné Sina Herrmann                                   |
| 22 ianuarie | Monastir, Tunisia Dură W35 Simplu și dublu                             | Carson Branstine 6–2, 6–2                                 | Victoria Jiménez Kasintseva          | Lucija Ćirić Bagarić Leyre Romero Gormaz | Nuria Brancaccio Irene Burillo Escorihuela Anastasia Gasanova Rebecca Munk Mortensen |
| 22 ianuarie | Monastir, Tunisia Dură W35 Simplu și dublu                             | Katarína Kužmová Nina Vargová 6–4, 6–3                    | Madeleine Brooks Katy Dunne          | Lucija Ćirić Bagarić Leyre Romero Gormaz | Nuria Brancaccio Irene Burillo Escorihuela Anastasia Gasanova Rebecca Munk Mortensen |
| 22 ianuarie | Buenos Aires, Argentina Zgură W35 Simplu și dublu                      | Solana Sierra 6–1, 6–4                                    | Alice Ramé                           | Ana Sofía Sánchez Ylena In-Albon         | Daniela Seguel Jazmín Ortenzi Carolina Alves Gabriela Cé                             |
| 22 ianuarie | Buenos Aires, Argentina Zgură W35 Simplu și dublu                      | Jamie Loeb Ana Sofía Sánchez 7–5, 7–6(7–2)                | Romina Ccuno Daria Lodikova          | Ana Sofía Sánchez Ylena In-Albon         | Daniela Seguel Jazmín Ortenzi Carolina Alves Gabriela Cé                             |
| 22 ianuarie | Antalia, Turcia Zgură W15 Simplu și dublu                              | Andrea Lázaro García 4–6, 6–3, 6–1                        | Andreea Prisăcariu                   | Pia Lovrič Sebastianna Scilipoti         | Ela Nala Milić Denislava Glushkova Klaudija Bubelytė María Portillo Ramírez          |
| 22 ianuarie | Antalia, Turcia Zgură W15 Simplu și dublu                              | Sebastianna Scilipoti Celine Simunyu 6–3, 6–2             | Linda Ševčíková Doğa Türkmen         | Pia Lovrič Sebastianna Scilipoti         | Ela Nala Milić Denislava Glushkova Klaudija Bubelytė María Portillo Ramírez          |
| 29 ianuarie | Burnie International, Australia Dură W75 Simplu și dublu               | Priscilla Hon 6–3, 6–0                                    | Sara Saito                           | Aoi Ito Ena Shibahara                    | Sakura Hosogi Yuki Naito Maya Joint Mananchaya Sawangkaew                            |
| 29 ianuarie | Burnie International, Australia Dură W75 Simplu și dublu               | Paige Hourigan Erin Routliffe 7–6(7–5), 6–4               | Kyōka Okamura Ayano Shimizu          | Aoi Ito Ena Shibahara                    | Sakura Hosogi Yuki Naito Maya Joint Mananchaya Sawangkaew                            |
| 29 ianuarie | Open Andrézieux-Bouthéon 42, Franța Dură (i) W75 Simplu și dublu       | Lily Miyazaki 3–6, 6–4, 6–1                               | Jessika Ponchet                      | Océane Dodin Tereza Martincová           | Elsa Jacquemot Emily Appleton Alice Tubello Rebecca Peterson                         |
| 29 ianuarie | Open Andrézieux-Bouthéon 42, Franța Dură (i) W75 Simplu și dublu       | Alevtina Ibragimova Ekaterina Ovcharenko 3–6, 6–3, [10–5] | Emily Appleton Freya Christie        | Océane Dodin Tereza Martincová           | Elsa Jacquemot Emily Appleton Alice Tubello Rebecca Peterson                         |
| 29 ianuarie | Georgia's Rome Tennis Open, Statele Unite Dură (i) W75 Simplu și dublu | McCartney Kessler 6–4, 6–1                                | Liv Hovde                            | Robin Anderson Hailey Baptiste           | María Lourdes Carlé Stacey Fung Robin Montgomery Victoria Hu                         |
| 29 ianuarie | Georgia's Rome Tennis Open, Statele Unite Dură (i) W75 Simplu și dublu | Angela Kulikov Jamie Loeb Walkover                        | Hailey Baptiste Whitney Osuigwe      | Robin Anderson Hailey Baptiste           | María Lourdes Carlé Stacey Fung Robin Montgomery Victoria Hu                         |
| 29 ianuarie | Indore, India Dură W50 Simplu și dublu                                 | Polina Kudermetova 3–6, 6–2, 6–0                          | Dalila Jakupović                     | Carole Monnet Alex Eala                  | Saki Imamura Dejana Radanović Anca Todoni Eri Shimizu                                |
| 29 ianuarie | Indore, India Dură W50 Simplu și dublu                                 | Jessie Aney Lena Papadakis 2–6, 6–0, [10–7]               | Saki Imamura Mana Kawamura           | Carole Monnet Alex Eala                  | Saki Imamura Dejana Radanović Anca Todoni Eri Shimizu                                |
| 29 ianuarie | Porto, Portugalia Dură (i) W50 Simplu și dublu                         | Rebecca Šramková 6–7(4–7), 7–5, 6–1                       | Jéssica Bouzas Maneiro               | Aliona Falei Francisca Jorge             | Anastasia Abbagnato Jana Fett Dominika Šalková Polona Hercog                         |
| 29 ianuarie | Porto, Portugalia Dură (i) W50 Simplu și dublu                         | Veronika Erjavec Dominika Šalková 4–6, 7–5, [10–8]        | Francisca Jorge Matilde Jorge        | Aliona Falei Francisca Jorge             | Anastasia Abbagnato Jana Fett Dominika Šalková Polona Hercog                         |
| 29 ianuarie | Sharm El Sheikh, Egipt Dură W35 Simplu și dublu                        | Mariam Bolkvadze 6–0, 6–3                                 | Elena Pridankina                     | Kira Pavlova Cody Wong                   | Anastasia Gasanova Guiomar Maristany Leyre Romero Gormaz Lola Radivojević            |
| 29 ianuarie | Sharm El Sheikh, Egipt Dură W35 Simplu și dublu                        | Daria Khomutsianskaya Evialina Laskevich 6–4, 6–2         | Linda Klimovičová Isabella Shinikova | Kira Pavlova Cody Wong                   | Anastasia Gasanova Guiomar Maristany Leyre Romero Gormaz Lola Radivojević            |
| 29 ianuarie | Antalia, Turcia Zgură W15 Simplu și dublu                              | Amarissa Kiara Tóth 4–6, 6–2, 6–2                         | Andreea Prisăcariu                   | Anastasia Zolotareva Rositsa Dencheva    | Denisa Hindová Anna Turati María Portillo Ramírez Mayuka Aikawa                      |
| 29 ianuarie | Antalia, Turcia Zgură W15 Simplu și dublu                              | Mayuka Aikawa Funa Kozaki 7–5, 6–2                        | Nikola Daubnerova Anika Jaskova      | Anastasia Zolotareva Rositsa Dencheva    | Denisa Hindová Anna Turati María Portillo Ramírez Mayuka Aikawa                      |
| 29 ianuarie | Monastir, Tunisia Dură W15 Simplu și dublu                             | Arianna Zucchini 7–5, 6–3                                 | Lee Eun-hye                          | Rebecca Munk Mortensen Laura Samson      | Alexandra Iordache Lara Pfeifer Hiroko Kuwata Hina Inoue                             |
| 29 ianuarie | Monastir, Tunisia Dură W15 Simplu și dublu                             | Laura Boehner Holly Hutchinson 6–4, 7–6(7–4)              | Rikke De Koning Marente Sijbesma     | Rebecca Munk Mortensen Laura Samson      | Alexandra Iordache Lara Pfeifer Hiroko Kuwata Hina Inoue                             |

### Februarie
| Săptămâna    | Turneu                                                      | Campioni                                                     | Finaliști                                    | Semifinaliști                                                          | Sfert-finaliști                                                                 |
| ------------ | ----------------------------------------------------------- | ------------------------------------------------------------ | -------------------------------------------- | ---------------------------------------------------------------------- | ------------------------------------------------------------------------------- |
| 5 februarie  | Guanajuato Open, Mexic Hard W100 Simplu și dublu            | Rebecca Marino 6–1, 6–2                                      | Jule Niemeier                                | Whitney Osuigwe Sachia Vickery                                         | María Lourdes Carlé Carol Zhao Marina Melnikova Iryna Shymanovich               |
| 5 februarie  | Guanajuato Open, Mexic Hard W100 Simplu și dublu            | Hailey Baptiste Whitney Osuigwe 7–5, 6–4                     | Ann Li Rebecca Marino                        | Whitney Osuigwe Sachia Vickery                                         | María Lourdes Carlé Carol Zhao Marina Melnikova Iryna Shymanovich               |
| 5 februarie  | Burnie International II, Australia Hard W75 Simplu și dublu | Maya Joint 1–6, 6–1, 7–5                                     | Aoi Ito                                      | Sara Saito Wei Sijia                                                   | Petra Hule Katie Swan Kaylah McPhee Haruka Kaji                                 |
| 5 februarie  | Burnie International II, Australia Hard W75 Simplu și dublu | Tang Qianhui You Xiaodi 6–4, 7–5                             | Ma Yexin Alana Parnaby                       | Sara Saito Wei Sijia                                                   | Petra Hule Katie Swan Kaylah McPhee Haruka Kaji                                 |
| 5 februarie  | Grenoble, Franța Hard (i) W75 Simplu și dublu               | Aliona Falei 6–1, 4–6, 6–4                                   | Manon Léonard                                | Elsa Jacquemot Ekaterina Maklakova                                     | Loïs Boisson Harmony Tan Maja Chwalińska Margaux Rouvroy                        |
| 5 februarie  | Grenoble, Franța Hard (i) W75 Simplu și dublu               | Emily Appleton Freya Christie 3–6, 6–1, [11–9]               | Sarah Beth Grey Eden Silva                   | Elsa Jacquemot Ekaterina Maklakova                                     | Loïs Boisson Harmony Tan Maja Chwalińska Margaux Rouvroy                        |
| 5 februarie  | Edgbaston, Marea Britanie Hard (i) W50 Simplu și dublu      | Magali Kempen 6–3, 7–6(8–6)                                  | Barbora Palicová                             | Katy Dunne Mariam Bolkvadze                                            | Valentina Ryser Lea Bošković Leyre Romero Gormaz Antonia Ružić                  |
| 5 februarie  | Edgbaston, Marea Britanie Hard (i) W50 Simplu și dublu      | Magali Kempen Lara Salden 7–6(8–6), 6–2                      | Ali Collins Lily Miyazaki                    | Katy Dunne Mariam Bolkvadze                                            | Valentina Ryser Lea Bošković Leyre Romero Gormaz Antonia Ružić                  |
| 5 februarie  | Antalia, Turcia Zgură W35 Simplu și dublu                   | Tena Lukas 2–6, 6–3, 6–1                                     | Polona Hercog                                | Tara Würth Ylena In-Albon                                              | Rositsa Dencheva Lina Gjorcheska Gergana Topalova Isabella Shinikova            |
| 5 februarie  | Antalia, Turcia Zgură W35 Simplu și dublu                   | Ángela Fita Boluda Daniela Vismane 6–4, 6–0                  | Cristina Dinu Oleksandra Oliynykova          | Tara Würth Ylena In-Albon                                              | Rositsa Dencheva Lina Gjorcheska Gergana Topalova Isabella Shinikova            |
| 5 februarie  | Wesley Chapel, Statele Unite Zgură W35 Simplu și dublu      | Leonie Küng 6–4, 3–6, 6–3                                    | Sophie Chang                                 | Madison Sieg Lia Karatancheva                                          | Lea Ma Katarina Kozarov Panna Bartha Akasha Urhobo                              |
| 5 februarie  | Wesley Chapel, Statele Unite Zgură W35 Simplu și dublu      | Maria Kononova Maria Kozyreva 7–5, 6–1                       | Weronika Falkowska Leonie Küng               | Madison Sieg Lia Karatancheva                                          | Lea Ma Katarina Kozarov Panna Bartha Akasha Urhobo                              |
| 5 februarie  | Sharm El Sheikh, Egipt Hard W15 Simplu și dublu             | Elena-Teodora Cadar 6–3, 6–4                                 | Katarína Kužmová                             | Karola Bejenaru Daria Khomutsianskaya                                  | Yasmin Ezzat Sandra Samir Laura Hietaranta Adithya Karunaratne                  |
| 5 februarie  | Sharm El Sheikh, Egipt Hard W15 Simplu și dublu             | Karola Bejenaru Ekaterina Shalimova 6–4, 6–2                 | Daria Khomutsianskaya Evialina Laskevich     | Karola Bejenaru Daria Khomutsianskaya                                  | Yasmin Ezzat Sandra Samir Laura Hietaranta Adithya Karunaratne                  |
| 5 februarie  | Monastir, Tunisia Hard W15 Simplu și dublu                  | Laura Samson 6–1, 6–3                                        | Selina Dal                                   | Hina Inoue Hiroko Kuwata                                               | Salma Drugdová Tamara Kostic Arianna Zucchini Caroline Werner                   |
| 5 februarie  | Monastir, Tunisia Hard W15 Simplu și dublu                  | Rina Saigo Yukina Saigo 6–3, 7–5                             | Selina Dal Stéphanie Judith Visscher         | Hina Inoue Hiroko Kuwata                                               | Salma Drugdová Tamara Kostic Arianna Zucchini Caroline Werner                   |
| 12 februarie | Altenkirchen, Germania Covor (i) W75 Simplu și dublu        | Julia Avdeeva 6–4, 6–4                                       | Alison Van Uytvanck                          | Océane Dodin Nastasja Schunk                                           | Magali Kempen Marina Bassols Ribera Sinja Kraus Kathinka von Deichmann          |
| 12 februarie | Altenkirchen, Germania Covor (i) W75 Simplu și dublu        | Maja Chwalińska Jesika Malečková 6–4, 7–5                    | Julia Lohoff Conny Perrin                    | Océane Dodin Nastasja Schunk                                           | Magali Kempen Marina Bassols Ribera Sinja Kraus Kathinka von Deichmann          |
| 12 februarie | Roehampton, Marea Britanie Hard (i) W50 Simplu și dublu     | Lulu Sun 7–5, 7–5                                            | Heather Watson                               | Nikola Bartůňková Antonia Ružić                                        | Mika Stojsavljevic Lea Bošković Simona Waltert Viktória Hrunčáková              |
| 12 februarie | Roehampton, Marea Britanie Hard (i) W50 Simplu și dublu     | Freya Christie Samantha Murray Sharan 7–6(7–5), 6–3          | Ali Collins Elena Malõgina                   | Nikola Bartůňková Antonia Ružić                                        | Mika Stojsavljevic Lea Bošković Simona Waltert Viktória Hrunčáková              |
| 12 februarie | Morelia, Mexic Hard W50 Simplu și dublu                     | Jéssica Bouzas Maneiro 6–7(11–13), 6–1, 7–6(7–1)             | Hailey Baptiste                              | Rebecca Marino Jule Niemeier                                           | Natalija Stevanović Solana Sierra Fernanda Contreras Irene Burillo Escorihuela  |
| 12 februarie | Morelia, Mexic Hard W50 Simplu și dublu                     | Marina Melnikova Lesley Pattinama Kerkhove 6–4, 4–6, [11–9]  | Irene Burillo Escorihuela Rasheeda McAdoo    | Rebecca Marino Jule Niemeier                                           | Natalija Stevanović Solana Sierra Fernanda Contreras Irene Burillo Escorihuela  |
| 12 februarie | Nakhon Si Thammarat, Thailanda Hard W35 Simplu și dublu     | Peangtarn Plipuech 2–6, 6–3, 6–2                             | Irina Fetecău                                | Antonia Schmidt Liu Fangzhou                                           | Naho Sato Eri Shimizu Yang Yidi Yao Xinxin                                      |
| 12 februarie | Nakhon Si Thammarat, Thailanda Hard W35 Simplu și dublu     | Peangtarn Plipuech Naho Sato 6–1, 4–6, [10–7]                | Feng Shuo Zheng Wushuang                     | Antonia Schmidt Liu Fangzhou                                           | Naho Sato Eri Shimizu Yang Yidi Yao Xinxin                                      |
| 12 februarie | Hammamet, Tunisia Zgură W35 Simplu și dublu                 | Lucija Ćirić Bagarić 6–2, 7–5                                | Marie Benoît                                 | Dalila Spiteri Francesca Jones                                         | Andrea Lázaro García Emma Léné Alice Tubello Ilinca Amariei                     |
| 12 februarie | Hammamet, Tunisia Zgură W35 Simplu și dublu                 | Oana Gavrilă Sapfo Sakellaridi 6–7(5–7), 7–5, [10–4]         | Amina Anshba Katharina Hobgarski             | Dalila Spiteri Francesca Jones                                         | Andrea Lázaro García Emma Léné Alice Tubello Ilinca Amariei                     |
| 12 februarie | Antalia, Turcia Zgură W35 Simplu și dublu                   | Cristina Dinu 6–3, 3–0 ret.                                  | Carson Branstine                             | Séléna Janicijevic Nuria Brancaccio                                    | Ángela Fita Boluda Seone Mendez Alexandra Shubladze Polona Hercog               |
| 12 februarie | Antalia, Turcia Zgură W35 Simplu și dublu                   | Martina Colmegna Alice Ramé 3–6, 6–1, [13–11]                | Ángela Fita Boluda Daniela Vismane           | Séléna Janicijevic Nuria Brancaccio                                    | Ángela Fita Boluda Seone Mendez Alexandra Shubladze Polona Hercog               |
| 12 februarie | Sharm El Sheikh, Egipt Hard W15 Simplu și dublu             | Katarína Kužmová 6–3, 6–1                                    | Adithya Karunaratne                          | Jeong Bo-young Sandra Samir                                            | Ksenia Laskutova Michaëlla Krajicek Daria Khomutsianskaya Margot Phanthala      |
| 12 februarie | Sharm El Sheikh, Egipt Hard W15 Simplu și dublu             | Jeong Bo-young Sarah van Emst 6–2, 6–1                       | Evgeniya Burdina Yasmin Ezzat                | Jeong Bo-young Sandra Samir                                            | Ksenia Laskutova Michaëlla Krajicek Daria Khomutsianskaya Margot Phanthala      |
| 12 februarie | Monastir, Tunisia Hard W15 Simplu și dublu                  | Tereza Valentová 6–3, 6–2                                    | Ren Yufei                                    | Rina Saigo Radka Zelníčková                                            | Brandy Walker Selina Dal Stéphanie Judith Visscher Hina Inoue                   |
| 12 februarie | Monastir, Tunisia Hard W15 Simplu și dublu                  | Tereza Valentová Radka Zelníčková 6–4, 6–2                   | Angelica Raggi Ani Vangelova                 | Rina Saigo Radka Zelníčková                                            | Brandy Walker Selina Dal Stéphanie Judith Visscher Hina Inoue                   |
| 12 februarie | Manacor, Spania Hard W15 Simplu și dublu                    | Rebecca Munk Mortensen 6–4, 4–6, 7–6(7–5)                    | Natália Szabanin                             | Julie Belgraver Caijsa Hennemann                                       | Jenny Dürst Lorena Solar Donoso Isabel Skoog Denisa Hindová                     |
| 12 februarie | Manacor, Spania Hard W15 Simplu și dublu                    | Louise Kwong Anna Ulyashchenko 6–1, 6–4                      | Patricija Paukštytė Laïa Petretic            | Julie Belgraver Caijsa Hennemann                                       | Jenny Dürst Lorena Solar Donoso Isabel Skoog Denisa Hindová                     |
| 19 februarie | Porto, Portugalia Hard (i) W75 Simplu și dublu              | Anna Bondár 7–6(7–4), 6–2                                    | Suzan Lamens Céline Naef                     | Marina Bassols Ribera Leyre Romero Gormaz Anna-Lena Friedsam Alex Eala |                                                                                 |
| 19 februarie | Porto, Portugalia Hard (i) W75 Simplu și dublu              | Anna Bondár Céline Naef 6–4, 3–6, [11–9]                     | Suzan Lamens Céline Naef                     | Marina Bassols Ribera Leyre Romero Gormaz Anna-Lena Friedsam Alex Eala | Francisca Jorge Matilde Jorge                                                   |
| 19 februarie | Pretoria, Africa de Sud Hard W50 Simplu și dublu            | Lina Glushko 6–3, 7–5                                        | Manon Léonard                                | Laura Pigossi Guiomar Maristany                                        | Isabella Kruger Kaylah McPhee Isabella Shinikova Gabriela Knutson               |
| 19 februarie | Pretoria, Africa de Sud Hard W50 Simplu și dublu            | Lina Glushko Gabriela Knutson 7–6(7–5), 7–6(7–4)             | Sofia Costoulas Hanne Vandewinkel            | Laura Pigossi Guiomar Maristany                                        | Isabella Kruger Kaylah McPhee Isabella Shinikova Gabriela Knutson               |
| 19 februarie | Mexico City, Mexic Hard W50 Simplu și dublu                 | Jamie Loeb 6–2, 6–2                                          | Dalayna Hewitt                               | Victoria Rodríguez Victoria Hu                                         | Stacey Fung Michaela Bayerlová Irene Burillo Escorihuela Whitney Osuigwe        |
| 19 februarie | Mexico City, Mexic Hard W50 Simplu și dublu                 | Jessie Aney Jessica Failla 3–6, 6–4, [10–8]                  | Thaisa Grana Pedretti María Portillo Ramírez | Victoria Rodríguez Victoria Hu                                         | Stacey Fung Michaela Bayerlová Irene Burillo Escorihuela Whitney Osuigwe        |
| 19 februarie | Traralgon, Australia Hard W35 Simplu și dublu               | Amarni Banks 6–3, 6–3                                        | Naho Sato                                    | Priscilla Hon Lanlana Tararudee                                        | Lu Jiajing Sayaka Ishii Ma Yexin Destanee Aiava                                 |
| 19 februarie | Traralgon, Australia Hard W35 Simplu și dublu               | Mana Kawamura Liu Fangzhou 6–7(4–7), 6–3, [13–11]            | Sayaka Ishii Lanlana Tararudee               | Priscilla Hon Lanlana Tararudee                                        | Lu Jiajing Sayaka Ishii Ma Yexin Destanee Aiava                                 |
| 19 februarie | Antalia, Turcia Zgură W35 Simplu și dublu                   | Ángela Fita Boluda 6–0, 6–2                                  | Martina Colmegna                             | Daniela Vismane Alice Ramé                                             | Nina Vargová Seone Mendez Amarissa Kiara Tóth Alexandra Shubladze               |
| 19 februarie | Antalia, Turcia Zgură W35 Simplu și dublu                   | Ángela Fita Boluda Daniela Vismane 6–1, 6–3                  | Martha Matoula Dimitra Pavlou                | Daniela Vismane Alice Ramé                                             | Nina Vargová Seone Mendez Amarissa Kiara Tóth Alexandra Shubladze               |
| 19 februarie | Hammamet, Tunisia Zgură W35 Simplu și dublu                 | Lucija Ćirić Bagarić 2–1 ret.                                | Francesca Jones                              | Marie Benoît Alice Tubello                                             | Carlota Martínez Círez Andrea Lázaro García Ilinca Amariei Camilla Gennaro      |
| 19 februarie | Hammamet, Tunisia Zgură W35 Simplu și dublu                 | Oana Gavrilă Sapfo Sakellaridi 6–1, 6–3                      | Emma Léné Astrid Lew Yan Foon                | Marie Benoît Alice Tubello                                             | Carlota Martínez Círez Andrea Lázaro García Ilinca Amariei Camilla Gennaro      |
| 19 februarie | Nakhon Si Thammarat, Thailanda Hard W15 Simplu și dublu     | Saki Imamura 7–6(9–7), 7–5                                   | Yao Xinxin                                   | Cody Wong Clara Vlasselaer                                             | Antonia Schmidt Patcharin Cheapchandej Zhibek Kulambayeva Zheng Wushuang        |
| 19 februarie | Nakhon Si Thammarat, Thailanda Hard W15 Simplu și dublu     | Guo Meiqi Xiao Zhenghua 6–3, 6–4                             | Yao Xinxin Zheng Wushuang                    | Cody Wong Clara Vlasselaer                                             | Antonia Schmidt Patcharin Cheapchandej Zhibek Kulambayeva Zheng Wushuang        |
| 19 februarie | Sharm El Sheikh, Egipt Hard W15 Simplu și dublu             | Katarína Kužmová 4–6, 7–5, 6–4                               | Sandra Samir                                 | Flavie Brugnone Sarah van Emst                                         | Carola Cavelli Alisa Kummel Annelin Bakker Irina Balus                          |
| 19 februarie | Sharm El Sheikh, Egipt Hard W15 Simplu și dublu             | Annelin Bakker Sarah van Emst 6–1, 6–0                       | Elena-Teodora Cadar Melanie Klaffner         | Flavie Brugnone Sarah van Emst                                         | Carola Cavelli Alisa Kummel Annelin Bakker Irina Balus                          |
| 19 februarie | Monastir, Tunisia Hard W15 Simplu și dublu                  | Tereza Valentová 6–2, 6–1                                    | Audrey Albié                                 | Manon Arcangioli Tess Sugnaux                                          | Talia Neilson Gatenby Shi Han Radka Zelníčková Alina Granwehr                   |
| 19 februarie | Monastir, Tunisia Hard W15 Simplu și dublu                  | Naïma Karamoko Tess Sugnaux 5–7, 6–2, [10–7]                 | Alina Granwehr Karolina Kozakova             | Manon Arcangioli Tess Sugnaux                                          | Talia Neilson Gatenby Shi Han Radka Zelníčková Alina Granwehr                   |
| 19 februarie | Manacor, Spania Hard W15 Simplu și dublu                    | Caijsa Hennemann 7–5, 6–2                                    | Marie Weckerle                               | Rebecca Munk Mortensen Julie Belgraver                                 | Yaroslava Bartashevich Ivana Šebestová Anna Hertel Fiona Ganz                   |
| 19 februarie | Manacor, Spania Hard W15 Simplu și dublu                    | Martina Genis Salas Ruth Roura Llaverias 6–3, 2–6, [10–6]    | Rikke De Koning Marente Sijbesma             | Rebecca Munk Mortensen Julie Belgraver                                 | Yaroslava Bartashevich Ivana Šebestová Anna Hertel Fiona Ganz                   |
| 26 februarie | Pretoria, Africa de Sud Hard W50 Simplu și dublu            | Laura Pigossi 6–2, 4–6, 7–5                                  | Hanne Vandewinkel                            | Manon Léonard Gabriela Knutson                                         | Jaeda Daniel Alina Charaeva Clervie Ngounoue Polina Iatcenko                    |
| 26 februarie | Pretoria, Africa de Sud Hard W50 Simplu și dublu            | Alina Charaeva Ekaterina Reyngold 6–0, 5–7, [10–3]           | Isabella Kruger Zoë Kruger                   | Manon Léonard Gabriela Knutson                                         | Jaeda Daniel Alina Charaeva Clervie Ngounoue Polina Iatcenko                    |
| 26 februarie | Trnava, Slovacia Hard (i) W50 Simplu și dublu               | Anastasiia Gureva 3–6, 6–3, 6–4                              | Elena Pridankina                             | Liang En-shuo Nikola Bartůňková                                        | Panna Udvardy Moyuka Uchijima Zeynep Sönmez Alex Eala                           |
| 26 februarie | Trnava, Slovacia Hard (i) W50 Simplu și dublu               | Lulu Sun Moyuka Uchijima 6–4, 7–6(7–3)                       | Weronika Falkowska Fanny Stollár             | Liang En-shuo Nikola Bartůňková                                        | Panna Udvardy Moyuka Uchijima Zeynep Sönmez Alex Eala                           |
| 26 februarie | Mâcon, Franța Hard (i) W50 Simplu și dublu                  | Harmony Tan 6–2, 6–0                                         | Audrey Albié                                 | Raluca Șerban Anastasia Tikhonova                                      | Alevtina Ibragimova Margaux Rouvroy Loïs Boisson Amandine Monnot                |
| 26 februarie | Mâcon, Franța Hard (i) W50 Simplu și dublu                  | Silvia Ambrosio Lena Papadakis 5–7, 7–5, [10–7]              | Madeleine Brooks Isabelle Haverlag           | Raluca Șerban Anastasia Tikhonova                                      | Alevtina Ibragimova Margaux Rouvroy Loïs Boisson Amandine Monnot                |
| 26 februarie | Traralgon, Australia Hard W35 Simplu și dublu               | Lanlana Tararudee 6–4, 7–5                                   | Ma Yexin                                     | Priscilla Hon Petra Hule                                               | Amarni Banks Lizette Cabrera Miho Kuramochi Destanee Aiava                      |
| 26 februarie | Traralgon, Australia Hard W35 Simplu și dublu               | Yuki Naito Naho Sato 6–1, 6–3                                | Destanee Aiava Tenika McGiffin               | Priscilla Hon Petra Hule                                               | Amarni Banks Lizette Cabrera Miho Kuramochi Destanee Aiava                      |
| 26 februarie | Gurgaon, India Hard W35 Simplu și dublu                     | Justina Mikulskytė 6–0, 6–1                                  | Ku Yeon-woo                                  | Dalila Jakupović Ankita Raina                                          | Sahaja Yamalapalli Ekaterina Kazionova Zhibek Kulambayeva Jacqueline Cabaj Awad |
| 26 februarie | Gurgaon, India Hard W35 Simplu și dublu                     | Zhibek Kulambayeva Ankita Raina 6–4, 6–2                     | Jacqueline Cabaj Awad Justina Mikulskytė     | Dalila Jakupović Ankita Raina                                          | Sahaja Yamalapalli Ekaterina Kazionova Zhibek Kulambayeva Jacqueline Cabaj Awad |
| 26 februarie | Helsinki, Finlanda Hard (i) W35 Simplu și dublu             | Malene Helgø 6–3, 6–2                                        | Dejana Radanović                             | Caijsa Hennemann Lea Bošković                                          | Linda Klimovičová Talia Gibson Kristina Mladenovic Robin Anderson               |
| 26 februarie | Helsinki, Finlanda Hard (i) W35 Simplu și dublu             | Laura Hietaranta Linda Klimovičová 6–3, 6–1                  | Valentini Grammatikopoulou Martyna Kubka     | Caijsa Hennemann Lea Bošković                                          | Linda Klimovičová Talia Gibson Kristina Mladenovic Robin Anderson               |
| 26 februarie | Spring, Texas, Statele Unite Hard W35 Simplu și dublu       | Ena Shibahara 6-2, 4-6, 6-3                                  | Iva Jovic                                    | Maria Mateas Varvara Lepchenko                                         | Whitney Osuigwe Maria Kononova Malkia Ngounoue Allura Zamarripa                 |
| 26 februarie | Spring, Texas, Statele Unite Hard W35 Simplu și dublu       | Whitney Osuigwe Alana Smith 6–4, 6–4                         | Malkia Ngounoue Thaísa Pedretti              | Maria Mateas Varvara Lepchenko                                         | Whitney Osuigwe Maria Kononova Malkia Ngounoue Allura Zamarripa                 |
| 26 februarie | Ipoh, Malaysia Hard W15 Simplu și dublu                     | Wu Ho-ching 6–2, 6–3                                         | Lisa-Marie Rioux                             | Nana Kawagishi Hayu Kinoshita                                          | Yui Chikaraishi Zhao Xichen Riko Kikawada Guo Meiqi                             |
| 26 februarie | Ipoh, Malaysia Hard W15 Simplu și dublu                     | Cho I-hsuan Cho Yi-tsen 6–4, 6–2                             | Guo Meiqi Zhenghua Xiao                      | Nana Kawagishi Hayu Kinoshita                                          | Yui Chikaraishi Zhao Xichen Riko Kikawada Guo Meiqi                             |
| 26 februarie | Nakhon Si Thammarat, Thailanda Hard W15 Simplu și dublu     | Saki Imamura 6–2, 6–7(4–7), 6–2                              | Yuan Chengyiyi                               | Zheng Wushuang Xun Fangying                                            | Lin Fang-an Watsachol Sawatdee Patcharin Cheapchandej Nagi Hanatani             |
| 26 februarie | Nakhon Si Thammarat, Thailanda Hard W15 Simplu și dublu     | Lee Ya-hsin Cody Wong 6–3, 7–5                               | Yao Xinxin Zheng Wushuang                    | Zheng Wushuang Xun Fangying                                            | Lin Fang-an Watsachol Sawatdee Patcharin Cheapchandej Nagi Hanatani             |
| 26 februarie | Antalia, Turcia Zgură W15 Simplu și dublu                   | Daniela Vismane 0–1 ret.                                     | Amarissa Kiara Tóth                          | Alexandra Shubladze Alice Ramé                                         | Oleksandra Oliynykova Joëlle Steur Anja Stanković Oksana Selekhmeteva           |
| 26 februarie | Antalia, Turcia Zgură W15 Simplu și dublu                   | Anja Stanković İlay Yörük 6–3, 3–6, [10–4]                   | Alessandra Mazzola Natalija Senić            | Alexandra Shubladze Alice Ramé                                         | Oleksandra Oliynykova Joëlle Steur Anja Stanković Oksana Selekhmeteva           |
| 26 februarie | Sharm El Sheikh, Egipt Hard W15 Simplu și dublu             | Sandra Samir 6–0, 6–4                                        | Laura Samson                                 | Arlinda Rushiti Merna Refaat                                           | Irina Balus Alisa Kummel Evgenia Burdina LA Abdel Aziz                          |
| 26 februarie | Sharm El Sheikh, Egipt Hard W15 Simplu și dublu             | Karola Bejenaru Andrė Lukošiūtė 6–4, 6–3                     | Mana Ayukawa Briana Szabó                    | Arlinda Rushiti Merna Refaat                                           | Irina Balus Alisa Kummel Evgenia Burdina LA Abdel Aziz                          |
| 26 februarie | Monastir, Tunisia Hard W15 Simplu și dublu                  | Karolina Kozakova 6–4, 6–1                                   | Eliessa Vanlangendonck                       | Sapfo Sakellaridi Virginia Ferrara                                     | Pauline Payet Arianna Zucchini Johanna Silva Shi Han                            |
| 26 februarie | Monastir, Tunisia Hard W15 Simplu și dublu                  | Mara Guth Sapfo Sakellaridi 7–5, 6–1                         | Luisa Hrda Yasmine Wagner                    | Sapfo Sakellaridi Virginia Ferrara                                     | Pauline Payet Arianna Zucchini Johanna Silva Shi Han                            |
| 26 februarie | Manacor, Spania Hard W15 Singles and doubles draws          | Kaitlin Quevedo 6–2, 3–1 ret.                                | Natália Szabanin                             | Noelia Bouzó Zanotti Fiona Ganz                                        | Jenny Dürst Marie Weckerle Mihaela Djaković Angelina Voloshchuk                 |
| 26 februarie | Manacor, Spania Hard W15 Singles and doubles draws          | Alicia Melosch Julia Ronney 6–3, 6–4                         | Tea Nikčević Kaitlin Quevedo                 | Noelia Bouzó Zanotti Fiona Ganz                                        | Jenny Dürst Marie Weckerle Mihaela Djaković Angelina Voloshchuk                 |
| 26 februarie | San Miguel de Tucumán, Argentina Zgură W15 Simplu și dublu  | Ana Paula Neffa de los Ríos vs Verena Meliss                 | Ana Paula Neffa de los Ríos vs Verena Meliss | Letícia Garcia Vidal Alexandra Vasilyeva                               | Josefina Estévez Fernanda Labraña Camilla Zanolini Júlia Konishi Camargo Silva  |
| 26 februarie | San Miguel de Tucumán, Argentina Zgură W15 Simplu și dublu  | Justina González Daniele Camila Romero 4–6, 7–6(8–6), [10–8] | Ana Candiotto Noelia Zeballos                | Letícia Garcia Vidal Alexandra Vasilyeva                               | Josefina Estévez Fernanda Labraña Camilla Zanolini Júlia Konishi Camargo Silva  |

### Martie
| Săptămâna | Turneu                                                                        | Campioni                                                           | Finaliști                                  | Semifinaliști                               | Sfert-finaliști                                                                 |
| --------- | ----------------------------------------------------------------------------- | ------------------------------------------------------------------ | ------------------------------------------ | ------------------------------------------- | ------------------------------------------------------------------------------- |
| 4 martie  | Trnava, Slovacia Dură (i) W75 Simplu și dublu                                 | Suzan Lamens 6–2, 6–2                                              | Céline Naef                                | Anastasia Tikhonova Jana Fett               | Lily Miyazaki Zeynep Sönmez Himeno Sakatsume Elena-Gabriela Ruse                |
| 4 martie  | Trnava, Slovacia Dură (i) W75 Simplu și dublu                                 | Isabelle Haverlag Anna Rogers 6–3, 4–6, [12–10]                    | Liang En-shuo Tang Qianhui                 | Anastasia Tikhonova Jana Fett               | Lily Miyazaki Zeynep Sönmez Himeno Sakatsume Elena-Gabriela Ruse                |
| 4 martie  | Santo Domingo, Republica Dominicană Dură W35 Simplu și dublu                  | Gao Xinyu 6–3, 6–2                                                 | Victoria Rodríguez                         | Elvina Kalieva Leyre Romero Gormaz          | Victoria Jiménez Kasintseva Sofia Costoulas Lea Ma Maya Joint                   |
| 4 martie  | Santo Domingo, Republica Dominicană Dură W35 Simplu și dublu                  | Carmen Corley Ivana Corley 6–2, 6–7(3–7), [10–5]                   | Leyre Romero Gormaz Camilla Rosatello      | Elvina Kalieva Leyre Romero Gormaz          | Victoria Jiménez Kasintseva Sofia Costoulas Lea Ma Maya Joint                   |
| 4 martie  | Nagpur, India Zgură W35 Simplu și dublu                                       | Dalila Jakupović 6–1, 6–2                                          | Ku Yeon-woo                                | Daria Kudashova Back Da-yeon                | Ekaterina Yashina Rinon Okuwaki Sahaja Yamalapalli Miriana Tona                 |
| 4 martie  | Nagpur, India Zgură W35 Simplu și dublu                                       | Irina Bara Dalila Jakupović 6–7(8–10), 7–6(7–5), [10–7]            | Ku Yeon-woo Justina Mikulskytė             | Daria Kudashova Back Da-yeon                | Ekaterina Yashina Rinon Okuwaki Sahaja Yamalapalli Miriana Tona                 |
| 4 martie  | Solarino, Italia Covor W35 Simplu și dublu                                    | Linda Klimovičová 6–3, 6–0                                         | Jessica Pieri                              | Aravane Rezaï Barbora Palicová              | Magali Kempen Haruka Kaji Giorgia Pedone Lesley Pattinama Kerkhove              |
| 4 martie  | Solarino, Italia Covor W35 Simplu și dublu                                    | Martyna Kubka Tsao Chia-yi 6–4, 6–2                                | Katarina Kozarov Veronika Miroshnichenko   | Aravane Rezaï Barbora Palicová              | Magali Kempen Haruka Kaji Giorgia Pedone Lesley Pattinama Kerkhove              |
| 4 martie  | Córdoba, Argentina Zgură W15 Simplu și dublu                                  | Jazmín Ortenzi 6–2, 6–0                                            | Julieta Lara Estable                       | Noelia Zeballos Nicole Fossa Huergo         | Luisina Giovannini Camilla Zanolini Alicia Herrero Liñana Melany Krywoj         |
| 4 martie  | Córdoba, Argentina Zgură W15 Simplu și dublu                                  | Alicia Herrero Liñana Melany Krywoj 6–2, 5–7, [10–5]               | Camila Romero Candela Vázquez              | Noelia Zeballos Nicole Fossa Huergo         | Luisina Giovannini Camilla Zanolini Alicia Herrero Liñana Melany Krywoj         |
| 4 martie  | Brossard, Canada Dură (i) W15 Simplu și dublu                                 | Catherine Harrison 4–6, 6–1, 6–3                                   | Jessie Aney                                | Anna Frey Clémence Mercier                  | Alice Robbe Bronte Murgett Jada Bui Carolyn Campana                             |
| 4 martie  | Brossard, Canada Dură (i) W15 Simplu și dublu                                 | Ashton Bowers Zuzanna Pawlikowska 6–3, 6–3                         | Jessica Bernales Mia Yamakita              | Anna Frey Clémence Mercier                  | Alice Robbe Bronte Murgett Jada Bui Carolyn Campana                             |
| 4 martie  | Sharm El Sheikh, Egipt Dură W15 Simplu și dublu                               | Anna Sisková 6–4, 4–6, 6–2                                         | Katarína Kužmová                           | Marie Weckerle Sandra Samir                 | Daria Frayman Jenny Dürst Anouck Vrancken Peeters Lamis Alhussein Abdel Aziz    |
| 4 martie  | Sharm El Sheikh, Egipt Dură W15 Simplu și dublu                               | Jeong Bo-young Andrė Lukošiūtė 6–2, 6–0                            | Daria Kuczer Liisa Varul                   | Marie Weckerle Sandra Samir                 | Daria Frayman Jenny Dürst Anouck Vrancken Peeters Lamis Alhussein Abdel Aziz    |
| 4 martie  | Heraklion, Grecia Zgură W15 Simplu și dublu                                   | Ksenia Zaytseva 6–2, 7–5                                           | Klaudija Bubelytė                          | Rositsa Dencheva Lucie Nguyen Tan           | Sapfo Sakellaridi Sarah Tatu Marie Vogt Marcelina Podlińska                     |
| 4 martie  | Heraklion, Grecia Zgură W15 Simplu și dublu                                   | Eleni Christofi Sapfo Sakellaridi 6–3, 6–3                         | Lucie Nguyen Tan Ksenia Zaytseva           | Rositsa Dencheva Lucie Nguyen Tan           | Sapfo Sakellaridi Sarah Tatu Marie Vogt Marcelina Podlińska                     |
| 4 martie  | Karaganda, Kazakhstan Dură (i) W15 Simplu și dublu                            | Yaroslava Bartashevich 6–4, 6–3                                    | Ksenia Laskutova                           | Elena Malõgina Lee Eun-hye                  | Anastasiia Poplavska Arina Arifullina Daria Zelinskaya Zhibek Kulambayeva       |
| 4 martie  | Karaganda, Kazakhstan Dură (i) W15 Simplu și dublu                            | Victoria Mikhaylova Anastasiia Poplavska 6–2, 3–6, [10–5]          | Vladislava Andreevskaya Ksenia Laskutova   | Elena Malõgina Lee Eun-hye                  | Anastasiia Poplavska Arina Arifullina Daria Zelinskaya Zhibek Kulambayeva       |
| 4 martie  | Kuala Lumpur, Malaysia Dură W15 Simplu și dublu                               | Naho Sato 6–4, 6–3                                                 | Yuan Chengyiyi                             | Xun Fangying Cho I-hsuan                    | Jang Ga-eul Kanako Morisaki Wu Ho-ching Cody Wong                               |
| 4 martie  | Kuala Lumpur, Malaysia Dură W15 Simplu și dublu                               | Cho I-hsuan Cho Yi-tsen 6–3, 7–5                                   | Fang An Lin Yuan Chengyiyi                 | Xun Fangying Cho I-hsuan                    | Jang Ga-eul Kanako Morisaki Wu Ho-ching Cody Wong                               |
| 4 martie  | Monastir, Tunisia Dură W15 Simplu și dublu                                    | Mara Guth 6–2, 3–3, ret.                                           | Carolina Kuhl                              | Diana Martynov Alice Tubello                | Sada Nahimana Saoirse Breen Inès Ibbou Shi Han                                  |
| 4 martie  | Monastir, Tunisia Dură W15 Simplu și dublu                                    | Mayra Jovic Valentina Losciale 6–2, 6–3                            | Warda Ait el Bachir Aya El Aouni           | Diana Martynov Alice Tubello                | Sada Nahimana Saoirse Breen Inès Ibbou Shi Han                                  |
| 4 martie  | Antalia, Turcia Zgură W15 Simplu și dublu                                     | Tyra Caterina Grant 6–0, 6–4                                       | Anja Stanković                             | Rada Zolotareva Bașak Eraydın               | Anna Turati Diletta Cherubini Alessandra Mazzola Aurora Zantedeschi             |
| 4 martie  | Antalia, Turcia Zgură W15 Simplu și dublu                                     | Tyra Caterina Grant Aurora Zantedeschi 6–2, 6–2                    | Yelyzaveta Kotliar Antonina Sushkova       | Rada Zolotareva Bașak Eraydın               | Anna Turati Diletta Cherubini Alessandra Mazzola Aurora Zantedeschi             |
| 11 martie | Říčany Open Republica Cehă Dură (i) W75 Simplu și dublu                       | Daria Snigur 7–6(7–4), 6–2                                         | Tereza Valentová                           | Antonia Ružić İpek Öz                       | Anastasia Tikhonova Dominika Šalková Himeno Sakatsume Mona Barthel              |
| 11 martie | Říčany Open Republica Cehă Dură (i) W75 Simplu și dublu                       | Gabriela Knutson Tereza Valentová 6–4, 3–6, [10–4]                 | Fanny Stollár Lulu Sun                     | Antonia Ružić İpek Öz                       | Anastasia Tikhonova Dominika Šalková Himeno Sakatsume Mona Barthel              |
| 11 martie | Mildura, Australia Iarbă W35 Simplu și dublu                                  | Maddison Inglis 6–4, 6–1                                           | Tina Nadine Smith                          | Sakura Hosogi Gabriella Da Silva-Fick       | Monique Barry Yuki Naito Lizette Cabrera Misaki Matsuda                         |
| 11 martie | Mildura, Australia Iarbă W35 Simplu și dublu                                  | Tahlia Kokkinis Alicia Smith 5–7, 6–2, [10–7]                      | Punnin Kovapitukted Lu Jiajing             | Sakura Hosogi Gabriella Da Silva-Fick       | Monique Barry Yuki Naito Lizette Cabrera Misaki Matsuda                         |
| 11 martie | Alaminos, Cipru Zgură W35 Simplu și dublu                                     | Lucija Ćirić Bagarić 6–2, 6–3                                      | Lina Gjorcheska                            | Nuria Brancaccio Andrea Lázaro García       | Ksenia Zaytseva Cristina Dinu Miriam Bulgaru Irene Burillo Escorihuela          |
| 11 martie | Alaminos, Cipru Zgură W35 Simplu și dublu                                     | Tena Lukas Kristina Mladenovic 6–4, 7–5                            | Francesca Curmi Cristina Dinu              | Nuria Brancaccio Andrea Lázaro García       | Ksenia Zaytseva Cristina Dinu Miriam Bulgaru Irene Burillo Escorihuela          |
| 11 martie | Santo Domingo, Republica Dominicană Dură W35 Simplu și dublu                  | Maya Joint 6–4, 2–6, 6–1                                           | Gao Xinyu                                  | Maria Sara Popa María Portillo Ramírez      | Rasheeda McAdoo Carlota Martínez Círez Katarina Jokić Solana Sierra             |
| 11 martie | Santo Domingo, Republica Dominicană Dură W35 Simplu și dublu                  | Carmen Corley Ivana Corley 6–1, 6–7(5–7), [12–10]                  | Lia Karatancheva Rasheeda McAdoo           | Maria Sara Popa María Portillo Ramírez      | Rasheeda McAdoo Carlota Martínez Círez Katarina Jokić Solana Sierra             |
| 11 martie | Indore, India Dură W35 Simplu și dublu                                        | Dalila Jakupović 6–3, 6–2                                          | Shrivalli Rashmikaa Bhamidipaty            | Polina Iatcenko Mananchaya Sawangkaew       | Justina Mikulskytė Ankita Raina Jacqueline Cabaj Awad Thasaporn Naklo           |
| 11 martie | Indore, India Dură W35 Simplu și dublu                                        | Shrivalli Rashmikaa Bhamidipaty Vaidehi Chaudhari 6–3, 7–5         | Lee Ya-hsuan Park So-hyun                  | Polina Iatcenko Mananchaya Sawangkaew       | Justina Mikulskytė Ankita Raina Jacqueline Cabaj Awad Thasaporn Naklo           |
| 11 martie | Solarino, Italia Covor W35 Simplu și dublu                                    | Viktória Hrunčáková 6–2, 6–3                                       | Robin Anderson                             | Linda Klimovičová Katrina Scott             | Urszula Radwańska Martyna Kubka Magali Kempen Barbora Palicová                  |
| 11 martie | Solarino, Italia Covor W35 Simplu și dublu                                    | Weronika Falkowska Martyna Kubka 5–7, 6–1, [11–9]                  | Feng Shuo Stéphanie Visscher               | Linda Klimovičová Katrina Scott             | Urszula Radwańska Martyna Kubka Magali Kempen Barbora Palicová                  |
| 11 martie | São João da Boa Vista, Brazilia Zgură W15 Simplu și dublu                     | Carolina Alves 4–6, 6–1, 6–3                                       | Julieta Lara Estable                       | Victoria Bosio Emily Seibold                | Ana Candiotto Oana Gavrilă Melany Krywoj Alicia Herrero Liñana                  |
| 11 martie | São João da Boa Vista, Brazilia Zgură W15 Simplu și dublu                     | Victoria Bosio Ana Filipa Santos 6–2, 6–4                          | Verena Meliss Camilla Zanolini             | Victoria Bosio Emily Seibold                | Ana Candiotto Oana Gavrilă Melany Krywoj Alicia Herrero Liñana                  |
| 11 martie | Montreal, Canada Dură (i) W15 Simplu și dublu                                 | Jessica Failla 6–4, 6–3                                            | Jessie Aney                                | Bronte Murgett Dasha Ivanova                | Emma Dong Rhea Verma Ana Grubor Paris Corley                                    |
| 11 martie | Montreal, Canada Dură (i) W15 Simplu și dublu                                 | Jessie Aney Alice Robbe 5–7, 6–3, [10–3]                           | Ashton Bowers Zuzanna Pawlikowska          | Bronte Murgett Dasha Ivanova                | Emma Dong Rhea Verma Ana Grubor Paris Corley                                    |
| 11 martie | Sharm El Sheikh, Egipt Dură W15 Simplu și dublu                               | Malene Helgø 6–3, 6–2                                              | Marie Weckerle                             | Daria Frayman Jana Hossam Salah             | Katarína Kužmová Mi Tianmi Jeong Bo-young Kseniya Yersh                         |
| 11 martie | Sharm El Sheikh, Egipt Dură W15 Simplu și dublu                               | Daria Frayman Gaia Parravicini 0–6, 6–3, [10–8]                    | Laura Cíleková Zuzanna Kolonus             | Daria Frayman Jana Hossam Salah             | Katarína Kužmová Mi Tianmi Jeong Bo-young Kseniya Yersh                         |
| 11 martie | Gonesse, Franța Zgură (i) W15 Simplu și dublu                                 | Tiantsoa Sarah Rakotomanga Rajaonah 6–4, 6–3                       | Émeline Dartron                            | Fiona Ganz Cristina Díaz Adrover            | Kajsa Rinaldo Persson Veronika Podrez Jana Bojović Carmen López Martínez        |
| 11 martie | Gonesse, Franța Zgură (i) W15 Simplu și dublu                                 | Émeline Dartron Astrid Lew Yan Foon 3–6, 6–0, [13–11]              | Tilwith Di Girolami Laïa Petretic          | Fiona Ganz Cristina Díaz Adrover            | Kajsa Rinaldo Persson Veronika Podrez Jana Bojović Carmen López Martínez        |
| 11 martie | Heraklion, Grecia Zgură W15 Simplu și dublu                                   | Nina Vargová 6–3, 6–3                                              | Sofia Milatová                             | Marcelina Podlińska Mila Mašić              | Sapfo Sakellaridi Viola Turini Lucie Nguyen Tan Katharina Hobgarski             |
| 11 martie | Heraklion, Grecia Zgură W15 Simplu și dublu                                   | Lucie Nguyen Tan Nina Vargová 4–6, 6–4, [11–9]                     | Laura Mair Sapfo Sakellaridi               | Marcelina Podlińska Mila Mašić              | Sapfo Sakellaridi Viola Turini Lucie Nguyen Tan Katharina Hobgarski             |
| 11 martie | Karaganda, Kazakhstan Dură (i) W15 Simplu și dublu                            | Ksenia Laskutova 6–4, 3–6, 6–3                                     | Lee Eun-hye                                | Elena Malõgina Zhibek Kulambayeva           | Ekaterina Kazionova Gozal Ainitdinova Yaroslava Bartashevich Alexandra Iordache |
| 11 martie | Karaganda, Kazakhstan Dură (i) W15 Simplu și dublu                            | Victoria Mikhaylova Anastasiia Poplavska 7–6(7–5), 6–3             | Asylzhan Arystanbekova Ekaterina Kazionova | Elena Malõgina Zhibek Kulambayeva           | Ekaterina Kazionova Gozal Ainitdinova Yaroslava Bartashevich Alexandra Iordache |
| 11 martie | Monastir, Tunisia Dură W15 Simplu și dublu                                    | Radka Zelníčková 6–2, 4–2, ret.                                    | Elena Milovanović                          | Tamira Paszek Helena Buchwald               | Lara Schmidt Mingge Xu María Martínez Vaquero Gina Feistel                      |
| 11 martie | Monastir, Tunisia Dură W15 Simplu și dublu                                    | Mingge Xu Radka Zelníčková 2–6, 6–2, [10–6]                        | Elena Milovanović Tamira Paszek            | Tamira Paszek Helena Buchwald               | Lara Schmidt Mingge Xu María Martínez Vaquero Gina Feistel                      |
| 11 martie | Antalia, Turcia Zgură W15 Simplu și dublu                                     | Denislava Glushkova 6–4, 7–6(7–5)                                  | Denisa Hindová                             | Adrienn Nagy Jizel Matos Sequeira Fernandes | Anika Jašková Bașak Eraydın Nina Alibalić Diana Demidova                        |
| 11 martie | Antalia, Turcia Zgură W15 Simplu și dublu                                     | Denisa Hindová Vittoria Modesti 7–5, 6–3                           | Dia Evtimova İlay Yörük                    | Adrienn Nagy Jizel Matos Sequeira Fernandes | Anika Jašková Bașak Eraydın Nina Alibalić Diana Demidova                        |
| 18 martie | Branik Maribor Open Maribor, Slovenia Dură (i) W75 Simplu și dublu            | Dominika Šalková 6–2, 6–4                                          | Talia Gibson                               | Elena Pridankina Tímea Babos                | Ekaterina Maklakova Mariam Bolkvadze Lily Miyazaki Jessika Ponchet              |
| 18 martie | Branik Maribor Open Maribor, Slovenia Dură (i) W75 Simplu și dublu            | Eden Silva Anastasia Tikhonova 7–5, 6–3                            | Luksika Kumkhum Peangtarn Plipuech         | Elena Pridankina Tímea Babos                | Ekaterina Maklakova Mariam Bolkvadze Lily Miyazaki Jessika Ponchet              |
| 18 martie | Swan Hill, Australia Iarbă W35 Simplu și dublu                                | Gabriella Da Silva-Fick 3–6, 6–3, 6–1                              | Emerson Jones                              | Alana Parnaby Tina Nadine Smith             | Maddison Inglis Yuki Naito Monique Barry Misaki Matsuda                         |
| 18 martie | Swan Hill, Australia Iarbă W35 Simplu și dublu                                | Sakura Hosogi Misaki Matsuda 6–2, 6–2                              | Monique Barry Alana Parnaby                | Alana Parnaby Tina Nadine Smith             | Maddison Inglis Yuki Naito Monique Barry Misaki Matsuda                         |
| 18 martie | Alaminos, Cipru Zgură W35 Simplu și dublu                                     | Loïs Boisson 6–2, 6–0                                              | Despina Papamichail                        | Carole Monnet Deborah Chiesa                | Cristina Dinu Maja Chwalińska Andreea Mitu Noma Noha Akugue                     |
| 18 martie | Alaminos, Cipru Zgură W35 Simplu și dublu                                     | Francesca Curmi Despina Papamichail 6–3, 6–2                       | Leonie Küng Eliz Maloney                   | Carole Monnet Deborah Chiesa                | Cristina Dinu Maja Chwalińska Andreea Mitu Noma Noha Akugue                     |
| 18 martie | Campinas, Brazilia Zgură W15 Simplu și dublu                                  | Oana Gavrilă 6–2, 3–6, 6–1                                         | Ekaterina Makarova                         | Julieta Lara Estable Carolina Alves         | Victoria Bosio Michaela Bayerlová Gabriela Cé Irina Fetecău                     |
| 18 martie | Campinas, Brazilia Zgură W15 Simplu și dublu                                  | Jaeda Daniel Maria Kononova 6–0, 6–7(3–7), [10–4]                  | Júlia Konishi Camargo Silva Wakana Sonobe  | Julieta Lara Estable Carolina Alves         | Victoria Bosio Michaela Bayerlová Gabriela Cé Irina Fetecău                     |
| 18 martie | Sharm El Sheikh, Egipt Dură W15 Simplu și dublu                               | Malene Helgø 6–1, 6–0                                              | Julie Belgraver                            | Daria Kuczer Karola Bejenaru                | Magdalena Stoilkovska Elena-Teodora Cadar Alena Kovačková Talia Neilson-Gatenby |
| 18 martie | Sharm El Sheikh, Egipt Dură W15 Simplu și dublu                               | Julie Belgraver Holly Hutchinson 7–6(7–4), 3–6, [10–7]             | Karola Bejenaru Jeong Bo-young             | Daria Kuczer Karola Bejenaru                | Magdalena Stoilkovska Elena-Teodora Cadar Alena Kovačková Talia Neilson-Gatenby |
| 18 martie | Le Havre, Franța Zgură (i) W15 Simplu și dublu                                | Alice Tubello 6–3, 1–6, 6–3                                        | TS Rakotomanga Rajaonah                    | Enola Chiesa Camilla Gennaro                | Kajsa Rinaldo Persson Merel Hoedt Maneva Rakotomalala Fiona Ganz                |
| 18 martie | Le Havre, Franța Zgură (i) W15 Simplu și dublu                                | Elena Ruxandra Bertea Tiantsoa Sarah Rakotomanga Rajaonah 7–5, 6–1 | Bojana Marinković Antonia Schmidt          | Enola Chiesa Camilla Gennaro                | Kajsa Rinaldo Persson Merel Hoedt Maneva Rakotomalala Fiona Ganz                |
| 18 martie | Heraklion, Grecia Zgură W15 Simplu și dublu                                   | Sapfo Sakellaridi 6–3, 6–3                                         | Sofia Milatová                             | Polina Leykina Nina Vargová                 | Nikola Břečková Carmen Andreea Herea Marie Vogt Mika Buchnik                    |
| 18 martie | Heraklion, Grecia Zgură W15 Simplu și dublu                                   | Katharina Hobgarski Polina Leykina 4–6, 6–1, [10–3]                | Irene Lavino Sapfo Sakellaridi             | Polina Leykina Nina Vargová                 | Nikola Břečková Carmen Andreea Herea Marie Vogt Mika Buchnik                    |
| 18 martie | Hinode, Japonia Dură W15 Simplu și dublu                                      | Maegan Manasse 6–3, 6–2                                            | Aoi Ito                                    | Sofia Costoulas Kayo Nishimura              | Kim Da-bin Momoko Kobori Viktória Morvayová Rina Saigo                          |
| 18 martie | Hinode, Japonia Dură W15 Simplu și dublu                                      | Shiori Tominaga Hikaru Yoshikawa 6–3, 0–6, [10–7]                  | Erina Hayashi Kanako Morisaki              | Sofia Costoulas Kayo Nishimura              | Kim Da-bin Momoko Kobori Viktória Morvayová Rina Saigo                          |
| 18 martie | Sabadell, Spania Zgură W15 Simplu și dublu                                    | Kaitlin Quevedo 6–0, 6–4                                           | Caijsa Hennemann                           | Iva Primorac Joëlle Steur                   | Daniela Vismane Anastasia Iamachkine Martina Genís Salas Lucía Cortez Llorca    |
| 18 martie | Sabadell, Spania Zgură W15 Simplu și dublu                                    | Oana Georgeta Simion Joëlle Steur 2–6, 7–6(7–5), [10–7]            | Yvonne Cavallé Reimers Caijsa Hennemann    | Iva Primorac Joëlle Steur                   | Daniela Vismane Anastasia Iamachkine Martina Genís Salas Lucía Cortez Llorca    |
| 18 martie | Monastir, Tunisia Dură W15 Simplu și dublu                                    | Radka Zelníčková 5–7, 6–3, 6–2                                     | Evialina Laskevich                         | Mingge Xu Johanna Silva                     | Arlinda Rushiti Lara Pfeifer Amelia Waligora Alice Soulié                       |
| 18 martie | Monastir, Tunisia Dură W15 Simplu și dublu                                    | Evialina Laskevich Radka Zelníčková 6–0, 6–1                       | Elena Milovanović Isabella Shinikova       | Mingge Xu Johanna Silva                     | Arlinda Rushiti Lara Pfeifer Amelia Waligora Alice Soulié                       |
| 18 martie | Antalia, Turcia Zgură W15 Simplu și dublu                                     | Denislava Glushkova 6–4, 6–4                                       | Luna Vujović                               | Anastasia Zolotareva Anna Sisková           | Julia Avdeeva Denisa Hindová Ekaterina Perelygina Linda Ševčíková               |
| 18 martie | Antalia, Turcia Zgură W15 Simplu și dublu                                     | Ekaterina Agureeva Ekaterina Ovcharenko 6–0, 7–5                   | Denislava Glushkova Anastasiia Grechkina   | Anastasia Zolotareva Anna Sisková           | Julia Avdeeva Denisa Hindová Ekaterina Perelygina Linda Ševčíková               |
| 25 martie | Open de Seine-et-Marne Croissy-Beaubourg, Franța Dură (i) W75 Simplu și dublu | Lily Miyazaki 6–4, 7–5                                             | Mona Barthel                               | Margaux Rouvroy Amarni Banks                | Manon Léonard Céline Naef Arina Rodionova Audrey Albié                          |
| 25 martie | Open de Seine-et-Marne Croissy-Beaubourg, Franța Dură (i) W75 Simplu și dublu | Estelle Cascino Alex Eala 7–5, 7–6(7–4)                            | Maia Lumsden Jessika Ponchet               | Margaux Rouvroy Amarni Banks                | Manon Léonard Céline Naef Arina Rodionova Audrey Albié                          |
| 25 martie | São Paulo, Brazilia Zgură W50 Simplu și dublu                                 | Maria Kozyreva 5–7, 6–0, 6–3                                       | Miriana Tona                               | Carolina Alves Daria Lodikova               | Fernanda Labraña Séléna Janicijevic Julieta Lara Estable Ekaterina Makarova     |
| 25 martie | São Paulo, Brazilia Zgură W50 Simplu și dublu                                 | / · vs · /                                                         |                                            | Carolina Alves Daria Lodikova               | Fernanda Labraña Séléna Janicijevic Julieta Lara Estable Ekaterina Makarova     |
| 25 martie | Kōfu International Open Kōfu, Japonia Dură W50 Simplu și dublu                | Catherine Harrison 6–7(8–10), 6–1, 6–1                             | Lee Ya-hsuan                               | Mananchaya Sawangkaew Lanlana Tararudee     | Maegan Manasse Sara Saito Destanee Aiava Haruka Kaji                            |
| 25 martie | Kōfu International Open Kōfu, Japonia Dură W50 Simplu și dublu                | Erina Hayashi Saki Imamura 6–3, 7–5                                | Rutuja Bhosale Ankita Raina                | Mananchaya Sawangkaew Lanlana Tararudee     | Maegan Manasse Sara Saito Destanee Aiava Haruka Kaji                            |
| 25 martie | Murska Sobota, Slovenia Dură (i) W50 Simplu și dublu                          | Valeria Savinykh vs Viktória Hrunčáková                            | Valeria Savinykh vs Viktória Hrunčáková    | Nigina Abduraimova Dominika Šalková         | Nikola Bartůňková Lara Schmidt Barbora Palicová Katy Dunne                      |
| 25 martie | Murska Sobota, Slovenia Dură (i) W50 Simplu și dublu                          | Francisca Jorge Anna Rogers 6–4, 5–7, [10–8]                       | Nigina Abduraimova Jesika Malečková        | Nigina Abduraimova Dominika Šalková         | Nikola Bartůňková Lara Schmidt Barbora Palicová Katy Dunne                      |
| 25 martie | Santa Margherita di Pula, Italia Zgură W35 Simplu și dublu                    | Leonie Küng 6–4, 6–4                                               | Sapfo Sakellaridi                          | Martina Colmegna Anne Schäfer               | Angelica Raggi Clara Vlasselaer Anastasia Abbagnato Alice Ramé                  |
| 25 martie | Santa Margherita di Pula, Italia Zgură W35 Simplu și dublu                    | Sapfo Sakellaridi Aurora Zantedeschi 6–4, 6–2                      | Lucie Havlíčková Lola Radivojević          | Martina Colmegna Anne Schäfer               | Angelica Raggi Clara Vlasselaer Anastasia Abbagnato Alice Ramé                  |
| 25 martie | Terrassa, Spania Zgură W35 Simplu și dublu                                    | Loïs Boisson 6–0, 7–6(8–6)                                         | Hanne Vandewinkel                          | Nahia Berecoechea Despina Papamichail       | Daniela Vismane Irene Burillo Escorihuela Caijsa Hennemann Julie Štruplová      |
| 25 martie | Terrassa, Spania Zgură W35 Simplu și dublu                                    | Nika Radišić Anita Wagner 7–5, 7–6(9–7)                            | Yvonne Cavallé Reimers Vasanti Shinde      | Nahia Berecoechea Despina Papamichail       | Daniela Vismane Irene Burillo Escorihuela Caijsa Hennemann Julie Štruplová      |
| 25 martie | Sharm El Sheikh, Egipt Dură W15 Simplu și dublu                               | Renáta Jamrichová 2–6, 6–3, 6–3                                    | Elena-Teodora Cadar                        | Ioana Zvonaru Alena Kovačková               | Karola Bejenaru Weronika Ewald Salma Drugdová Julie Belgraver                   |
| 25 martie | Sharm El Sheikh, Egipt Dură W15 Simplu și dublu                               | Salma Drugdová Daria Kuczer 6–4, 6–3                               | Weronika Ewald Adithya Karunaratne         | Ioana Zvonaru Alena Kovačková               | Karola Bejenaru Weronika Ewald Salma Drugdová Julie Belgraver                   |
| 25 martie | Monastir, Tunisia Dură W15 Simplu și dublu                                    | Evialina Laskevich 6–1, 6–1                                        | Elena Milovanović                          | Noelia Bouzó Zanotti Arlinda Rushiti        | Johanna Silva Gina Feistel Selina Dal Arabella Koller                           |
| 25 martie | Monastir, Tunisia Dură W15 Simplu și dublu                                    | Selina Dal Gina Feistel 3–6, 6–4, [10–1]                           | Yasmine Mansouri Elena Milovanović         | Noelia Bouzó Zanotti Arlinda Rushiti        | Johanna Silva Gina Feistel Selina Dal Arabella Koller                           |
| 25 martie | Antalia, Turcia Zgură W15 Simplu și dublu                                     | Beatrice Ricci 6–4, 6–3                                            | Ksenia Laskutova                           | Helena Buchwald Kamilla Bartone             | Daria Egorova Chantal Sauvant Carolin Raschdorf Luca Udvardy                    |
| 25 martie | Antalia, Turcia Zgură W15 Simplu și dublu                                     | Anastasiia Grechkina Ksenia Laskutova 6–3, 6–1                     | Ekaterina Ovcharenko Katerina Tsygourova   | Helena Buchwald Kamilla Bartone             | Daria Egorova Chantal Sauvant Carolin Raschdorf Luca Udvardy                    |

## Legături extere
- „10,600 players, 1135 events: The 2023 ITF World Tennis Tour in numbers”. International Tennis Federation. Accesat în 2 ianuarie 2024.
- „ITF WOMEN'S WORLD TENNIS TOUR CALENDAR”. International Tennis Federation. Accesat în 2 ianuarie 2024.
- International Tennis Federation (ITF)